# Bjørn Einar Romøren
Bjørn Einar Romøren (Oslo, 1981. április 1. –) olimpiai bronzérmes norvég síugró. A 2006-os téli olimpián a csapatversenyben bronzérmet szerzett. A csapattársai Lars Bystøl, Tommy Ingebrigtsen és Roar Ljøkelsøy voltak. Normálsáncon 15., nagysáncon a 7. helyen végzett. A 2010-es téli olimpián normálsáncon 23. helyezést ért el.

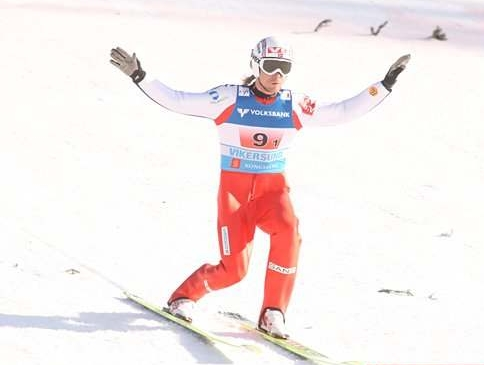
Bjoern Einar Romoeren

A sírepülő-világbajnokságon csapatban 2004-ben és 2006-ban is aranyérmes lett.